# 6 août 2013
Le mardi 6 août 2013 est le 218e jour de l'année 2013.

## Décès
- René Justrabo (né le 15 juin 1917), homme politique de l'Algérie française
- Roland Mihaïl (né le 23 novembre 1952), journaliste français
- Selçuk Yula (né le 8 novembre 1959), footballeur turc
- Stan Lynde (né le 23 septembre 1931), bédéiste américain
- Steve Aizlewood (né le 9 octobre 1952), footballeur gallois

## Événements
- Sortie de l'album From Death to Destiny
- Sortie du jeu vidéo Ibb and Obb
- Sortie du jeu vidéo Lego Legends of Chima Online
- Sortie du film Tom et Jerry : Le Haricot géant